# Sephena yumata
Sephena yumata är en insektsart som beskrevs av Medler 2000. Sephena yumata ingår i släktet Sephena och familjen Flatidae. Inga underarter finns listade i Catalogue of Life.